# Працюки
Працюки́ — село в Україні, у Дубровицькій міській громаді Сарненського району Рівненської області. До 2020 підпорядковувалося Нивецькій сільській раді., центром якої було село Нивецьк. Населення становить 6 осіб (2011).

## Назва
Польською мовою згадується як Pracuki, російською — як Працуки.

## Географія
Площа села — 0,21 км².

## Історія
Село вперше згадується 1885 року. У 1906 році село входило до складу Домбровицької волості Рівненського повіту Волинської губернії Російської імперії. До 1917 року село входило до складу Російської імперії. У 1918—1920 роки нетривалий час перебувало в складі Української Народної Республіки.
У 1921—1939 роки входило до складу Польщі. У 1921 році село входило до складу гміни Домбровиця Сарненського повіту Поліського воєводства Польської Республіки. 1930 року Сарненський повіт приєднаний до складу Волинського воєводства. У 1936 році входило до однойменної громади.
З 1939 року — у складі Дубровицького району Рівненської області УРСР. У роки Другої світової війни деякі мешканці села долучилися до національно-визвольної боротьби в лавах УПА та ОУН. Загалом встановлено 3 жителів села, які брали участь у визвольних змаганнях, з них 1 загинув, 1 був репресований.
Відповідно до прийнятої в грудні 1989 року постанови Ради Міністрів УРСР село занесене до переліку населених пунктів, які зазнали радіоактивного забруднення внаслідок аварії на Чорнобильській АЕС, жителям виплачувалася грошова допомога. Згідно з постановою Кабінету Міністрів Української РСР, ухваленою в липні 1991 року, село належало до зони гарантованого добровільного відселення. На кінець 1993 року забруднення ґрунтів становило 1,98 Кі/км² (137Cs + 134Cs), молока — 5,51 мКі/л (137Cs + 134Cs), картоплі — 0,52 мКі/кг (137Cs + 134Cs), сумарна доза опромінення — 163 мбер, з якої: зовнішнього — 26 мбер, загальна від радіонуклідів — 137 мбер (з них Cs — 126 мбер).
Відповідно до Розпорядження Кабінету Міністрів України від 12 червня 2020 року № 722-р «Про визначення адміністративних центрів та затвердження територій територіальних громад Рівненської області» увійшло до складу Дубровицької міської громади.

## Населення
Станом на 1859 рік, у власницькому селі Працюки налічувалося 3 дворів та 32 жителів (15 чоловіків і 17 жінок), з них 18 православних і 14 римо-католиків. Станом на 1906 рік у селі було 16 дворів та мешкало 103 особи.
За переписом населення Польщі 10 вересня 1921 року в селі налічувалося 23 будинки та 134 мешканці, з них: 62 чоловіки та 72 жінки; 102 римо-католики та 32 православні; усі 134 значилися поляками. Згідно з переписом УРСР 1989 року чисельність наявного населення села становила 27 осіб, з яких 12 чоловіків та 15 жінок. На кінець 1993 року в селі мешкало 25 жителів, з них 2 — дітей.
За переписом населення України 2001 року в селі мешкала 21 особа. 100 % населення вказало своєю рідною мовою українську мову. Станом на 1 січня 2011 року населення села становить 6 осіб. Густота населення — 100 особи/км².

### Вікова і статева структура
Структура жителів села за віком і статтю (станом на 2011 рік):
| Вік   | Чоловіків | Жінок | Разом |
| ----- | --------- | ----- | ----- |
| 0-17  | 0         | 0     | 0     |
| 18-39 | 0         | 0     | 0     |
| 40-59 | 1         | 0     | 1     |
| 60+   | 0         | 5     | 5     |
| Разом | 1         | 5     | 6     |

### Соціально-економічні показники
| Працездатне населення | Працездатне населення | Працездатне населення | Працездатне населення | Працездатне населення | Працездатне населення | Непрацездатне населення | Непрацездатне населення | Непрацездатне населення | Непрацездатне населення | Непрацездатне населення | Непрацездатне населення | Все населення |
| Чоловіки              | Чоловіки              | Жінки                 | Жінки                 | Разом                 | Разом                 | Чоловіки                | Чоловіки                | Жінки                   | Жінки                   | Разом                   | Разом                   | 6             |
| ос.                   | %                     | ос.                   | %                     | ос.                   | %                     | ос.                     | %                       | ос.                     | %                       | ос.                     | %                       | 6             |
| --------------------- | --------------------- | --------------------- | --------------------- | --------------------- | --------------------- | ----------------------- | ----------------------- | ----------------------- | ----------------------- | ----------------------- | ----------------------- | ------------- |
| 1                     | 17                    | 0                     | 0                     | 1                     | 17                    | 1                       | 17                      | 4                       | 66                      | 5                       | 83                      | 6             |

| Зайняті  | Зайняті  | Зайняті | Зайняті | Зайняті | Зайняті | Безробітні | Безробітні | Безробітні | Безробітні | Безробітні | Безробітні | Все населення |
| Чоловіки | Чоловіки | Жінки   | Жінки   | Разом   | Разом   | Чоловіки   | Чоловіки   | Жінки      | Жінки      | Разом      | Разом      | 6             |
| ос.      | %        | ос.     | %       | ос.     | %       | ос.        | %          | ос.        | %          | ос.        | %          | 6             |
| -------- | -------- | ------- | ------- | ------- | ------- | ---------- | ---------- | ---------- | ---------- | ---------- | ---------- | ------------- |
| 12       | 2        | 41      | 6       | 53      | 8       | 136        | 21         | 124        | 19         | 260        | 40         | 6             |

| Дорослі | Діти | Пенсіонери | Інваліди Німецько-радянської війни | Учасники бойових дій | Інваліди всіх груп і категорій | Люди, які обслуговуються служб. соц. допом. на дому | Неповні сім'ї | Діти з неповних сімей | Багатодітні сім'ї | Діти з багатодітних сімей | Діти-інваліди | Діти-сироти | Одинокі багатодітні матері |
| ------- | ---- | ---------- | ---------------------------------- | -------------------- | ------------------------------ | --------------------------------------------------- | ------------- | --------------------- | ----------------- | ------------------------- | ------------- | ----------- | -------------------------- |
| 2       | -    | 2          | -                                  | -                    | -                              | 1                                                   | -             | 1                     | -                 | -                         | -             | -           | -                          |

## Політика

### Органи влади
До 2020 місцеві органи влади були представлені Нивецькою сільською радою.

### Вибори
Село входить до виборчого округу № 155. Станом на 2011 рік кількість виборців становила 6 осіб.

## Релігія
У першій половині XIX століття село належало до греко-католицької парафії церкви Успіння Богородиці села Залішани Ровенського повіту, а у 1840-х та другій половині XIX століття — до православної парафії церкви Успіння Пресвятої Богородиці села Залішани Домбровицької волості.

#### Офіційні дані та нормативно-правові акти
- Паспорт Дубровицького району (станом на 1 січня 2011 року) (doc). Дубровицька районна рада. Архів оригіналу за 10 лютий 2015. Процитовано 16 жовтня 2019.

#### Мапи
- Історичний Атлас України / Гол. ред. Л. Винар; Упорядн.: І. Тесля, Е. Тютько. Українське історичне товариство. — Монреаль; Нью-Йорк; Мюнхен, 1980. — 182 с.